# Теория внимания Рибо
Теория внимания Т.Рибо — предложенная французским психологом Теодюлем Рибо моторная теория внимания, описанная в его работе 1888 — «Психология внимания» (La Psychologie de l’attention) PDF, согласно которой непроизвольное и произвольное внимание непосредственно обусловлены интенсивностью и продолжительностью эмоциональных состояний, которые связаны с объектом внимания.

## Внимание согласно Т.Рибо
Т. Рибо определяет внимание как временное единство сознания (умственный моноидеизм — господство одной идеи в сознании в противовес полиидеизму — обычному состоянию сознания), сопровождаемый естественным (при непроизвольном внимании) или искусственным (при произвольном внимании) приспособлением индивида. В описании сущности внимания Т. Рибо подчёркивает ограниченность во времени этого состояния. Состояние внимания всегда сопровождается не только эмоциональными состояниями, но и определёнными физиологическими изменениями в организме. Необходимые условия, являющиеся составными элементами внимания — движения. Они не являются ни причиной, ни следствием внимания.

## Роль физиологических процессов в акте внимания
Движения составляют объективную сторону внимания, его субъективная сторона — это отражение в сознании количества и качества мышечных сокращений, органических изменений. Внимание не является чисто психической деятельностью, оно связано с определёнными физиологическими и физическими процессами, действует через них и от них зависит.
Основная роль движений в акте внимания состоит в поддержании и усилении этого состояния сознания. Во всех актах внимания участвуют мускульные элементы — «действительные движения или движения в зародышевом состоянии», «акт двигательный и акт задерживательный».
Т.Рибо выделил три группы элементов внимания как физиологического процесса:
- сосудодвигательные;
- дыхательные;
- двигельные (телодвижения, мимика, пантомимика).

По мнению Т.Рибо, двигательный эффект внимания состоит в том, что некоторые ощущения, мысли и воспоминания получают особую интенсивность и ясность так как вся двигательная активность оказывается сосредоточенной именно на них. Неразрывный характер физиологических и психологических аспектов внимания Т. Рибо иллюстрировал такими устойчивыми выражениями как: «собраться с мыслями», «ломать голову», «глаза на лоб полезли».

## Непроизвольное и произвольное внимание
Непроизвольное (естественное) внимание — первоначальная и основная форма внимания. Оно непосредственно зависит от аффектных (эмоциональных) состояний и сопровождается определёнными физиологическими процессами. В случае непроизвольного внимания всё тело сосредотачивается на объекте внимания: глаза, уши, иногда и руки, все движения будто «замораживаются». Личность захвачена, вся энергия направлена на объект внимания. Происходит как физическое приспособление, так и психическое.
Произвольное (искусственное) внимание опирается на непроизвольное (естественное), однако является продуктом цивилизации. Оно представляет собой лишь подражание, результат воспитания, дрессировки или увлечения чем-либо. В случаях произвольного внимания приспособление тела часто бывает неполное и непрочное. Организм сосредоточивается, но вяло и слабо. Перерывы в физическом приспособлении свидетельствуют о перерывах в психическом (умственном) приспособлении. Личность захвачена лишь отчасти. Основная особенность искусственного внимания заключается в том, что интерес образуется (воспитывается) по требованию обстоятельств. Согласно Т.Рибо, как только у человека возникла необходимость в труде, произвольное внимание стало жизненно важным в новой форме борьбы за жизнь. Как только смогли отдаваться труду, по природе своей непривлекательному, но необходимому для выживания, и произошло на свет произвольное внимание. Легко доказать, что до возникновения цивилизации произвольное внимание не существовало или же появлялось лишь на мгновение. Он называет искусственное внимание социальным явлением, необходимым приспособлением к условиям высшей социальной жизни.

## Критика
Р. С. Немов предлагал называть концепцию Т.Рибо психофизиологической, так как видна прямая связь между психическими и физиологическими механизмами внимания.
Д. Н. Узнадзе считал, что внимание напрямую связано с установкой, которая возникает непосредственно в момент взаимодействия человека с изменившимися условиями, и именно она определяет направленность и избирательность поведения человека.